# Pomacentrus colini
Pomacentrus colini là một loài cá biển thuộc chi Pomacentrus trong họ Cá thia. Loài này được mô tả lần đầu tiên vào năm 1991.

## Từ nguyên
Từ định danh được đặt theo tên của Patrick L. Colin (s. 1946), nhà sinh học nghiên cứu về rạn san hô, là người đã thu thập mẫu định danh của loài cá này.

## Phạm vi phân bố và môi trường sống
P. colini mới chỉ được biết đến ở vùng biển phía nam đảo New Guinea (nằm bên lãnh thổ Papua New Guinea). P. colini sinh sống tập trung gần những rạn san hô ven bờ và trong đầm phá ở độ sâu khoảng 10 đến 18 m.

## Mô tả
Chiều dài lớn nhất được ghi nhận ở P. colini là 7 cm.
Số gai ở vây lưng: 13; Số tia vây ở vây lưng: 14–15; Số gai ở vây hậu môn: 2; Số tia vây ở vây hậu môn: 15–16; Số gai ở vây bụng: 1; Số tia vây ở vây bụng: 5.

## Sinh thái học
Thức ăn của P. colini bao gồm tảo và các loài động vật phù du. Cá đực có tập tính bảo vệ và chăm sóc trứng.